# Sammarco (cognome)
Sammarco è un cognome di lingua italiana.

## Varianti
Il cognome non presenta varianti.

## Origine e diffusione
Cognome tipicamente meridionale, è presente prevalentemente in Puglia, Campania e nel palermitano.
Potrebbe derivare da un toponimo.
In Italia conta circa 1263 presenze.

## Persone
- Francesco Sammarco – politico italiano
- Gianfranco Sammarco – politico italiano
- Gianna Sammarco – attrice teatrale e attrice cinematografica italiana